# Campiglossa biplagiata
Campiglossa biplagiata är en tvåvingeart som först beskrevs av Erich Martin Hering 1934.  Campiglossa biplagiata ingår i släktet Campiglossa och familjen borrflugor.
Artens utbredningsområde är Schweiz. Inga underarter finns listade.